# بيلي واتسون
بيلي واتسون (بالإنجليزية: Billy Watson, Snr.)‏ (31 ديسمبر 1893 في المملكة المتحدة - 1 يناير 1962 بسندرلاند في المملكة المتحدة) هو لاعب كرة قدم بريطاني (وحمل سابقاً جنسية المملكة المتحدة لبريطانيا العظمى وأيرلندا) في مركز نصف الجناح. لعب مع هدرسفيلد تاون.